# Idéal de beauté féminin

Hélène de Sparte considérée comme la plus belle femme mortelle du monde dans la mythologie grecque (Hélène de Troie, tableau d'Evelyn De Morgan, 1898).

L'idéal de beauté féminin se réfère au fait que l'attrait physique soit considéré dans la société comme l'un des atouts les plus importants des femmes et qu'il doit constituer au sein de la société un objectif que toutes les femmes devraient s'efforcer d'atteindre et de maintenir,. Les idéaux de beauté sont ancrés dans les croyances hétéronormatives et influencent fortement les femmes de toutes les orientations sexuelles. Ces idéaux, qui incluent la forme du corps féminin, varient d'une culture à l'autre, d'une époque à une autre, d'un lieu à un autre. Au sein d'une culture, il peut y avoir des idéaux de beauté différents, parfois contradictoires. De nos jours, non seulement, ils sont diffusés et entretenus par les médias, la publicité et la culture populaire mais sont également soumis à la mondialisation.
Généralement, les conceptions de la beauté féminine semblent provenir de caractéristiques en corrélation avec la fertilité et la santé des femmes.

## Généralité
Au fil du temps et des cultures, de nombreuses idées ont été émises sur ce qu'est le beau féminin pour l'image corporelle d'une femme. La façon dont une femme suit ces idéaux de beauté peut également influencer son statut social au sein de sa culture. La modification physique du corps est depuis longtemps une coutume dans de nombreuses régions du monde.
En Birmanie, les filles Padaung, dès l'âge de cinq ans environ, se font poser des anneaux métalliques autour du cou. Des anneaux supplémentaires sont ajoutés au cou de la fille tous les deux ans. Cette pratique a pour but de donner aux femmes un aspect de girafe. Cette pratique est en train de disparaître, mais ces femmes pouvaient porter jusqu'à 24 anneaux autour du cou. Un cou avec de nombreux anneaux était considéré comme l'image "idéale" de la beauté physique dans cette culture. En Europe, le corset a été utilisé au fil du temps pour créer un petit tour de taille. En Europe, un petit tour de taille était considéré comme l'image "idéale" de la beauté. En Chine, une pratique consiste à attacher les pieds d'une fille à l'âge de six ans pour créer l'image "idéale" des pieds. Les pieds de la jeune fille étaient liés jusqu'à ce qu'ils atteignent un tiers de leur taille d'origine, ce qui handicapait la femme, mais lui conférait également un statut social très élevé et suscitait l'admiration. Après la révolution de 1911, cette pratique des pieds bandés a pris fin. L'idée de ce qui est considéré comme l'idéal de beauté pour les femmes varie selon les différents idéaux et pratiques culturels.
Le désir d'éclaircir la peau est une pratique sociale courante chez les femmes d'origine asiatique, sud-est asiatique et africaine. Aujourd'hui, la norme de beauté dominante est profondément ancrée dans l'obtention ou la possession d'une peau plus claire dans ces sociétés. La norme de beauté européenne enracinée a donné naissance à une industrie du blanchiment et de l'éclaircissement de la peau en pleine expansion, notamment au Nigeria, une autre ancienne colonie britannique. L'idéal eurocentriste de supériorité de la peau claire, qui avait été imposé par le pouvoir colonial, a donné l'impression de favoriser les personnes à la peau claire, ce qui a donné naissance à un problème social plus vaste : le colorisme. Le colorisme au sein de la société est conceptualisé en considérant les individus à la peau claire comme supérieurs en termes de beauté et de responsabilité par rapport à leurs homologues à la peau plus foncée.
Les femmes des communautés anciennement colonisées font face à un double combat : être belle selon les standards mondialisés ou plaire aux yeux de leur propre société, société qui est influencée par l’Occident. Avec la mondialisation, les médias et l’industrie commerciale sont les acteurs majeurs d’un changement possible mais imposent constamment les mêmes images.
La minceur est un élément crucial de l’idéal de beauté féminin dans les sociétés contemporaines , qui est entretenue par la société de consommation.
Toutefois, l'élément clé qui est au cœur de l’idéal de beauté féminin est le sourire. En effet, le sourire dans sa forme la plus instinctive (et donc non forcée) est un signe de confiance et de coopération. Dans les sociétés occidentales, le sourire de la femme le plus socialement accepté et valorisé est celui qui inonde les médias, avec certains critères objectifs comme la blancheur et la symétrie de l’alignement des dents. En effet, un sourire de ce type est perçu comme symbole de santé, de richesse et de succès.
Louise Goral et Agathe Lepère notent l'ironie que le sourire soit par consensus considéré comme un facteur de jeunesse et de beauté alors qu'un vrai sourire, qui provoque une contraction des muscles du visage, va causer des rides et des imperfections.

## Évolution de l'idéal de beauté à travers l'histoire en Occident
De la Préhistoire à nos jours, les critères de beauté féminine ont beaucoup évolué et changé.

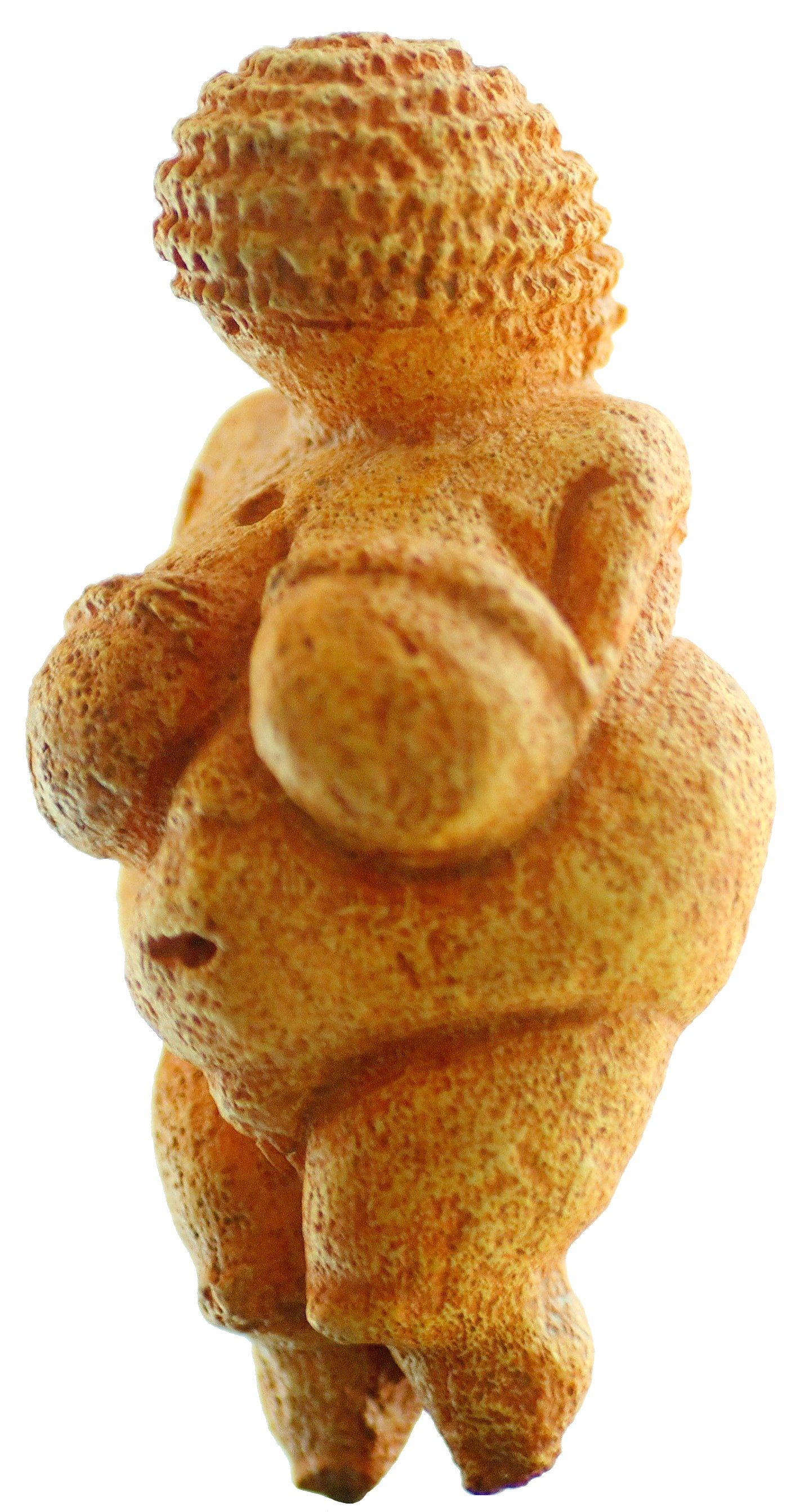
Vénus de Willendorf, considérée comme la représentation de « l’idéal de beauté féminin paléolithique ».

### La Préhistoire
Les traces les plus anciennes de représentation féminine datent de la Préhistoire, où le corps de la femme est avant tout synonyme de fécondité. En effet, les critères de beauté sembleraient être liée aux possibilités de survie et à la perpétuation de l’espèce.

#### Le Paléolithique
La statuette "Vénus de Willendorf" datant d'environ 25 000 ans avant J-C fut considérée comme un chef-d'œuvre du Paléolithique. Certains historiens désignent la statuette de 4 pouces comme une représentation de « l'idéal de beauté féminin du Paléolithique ». L'idéal de beauté féminin du Paléolithique semblerait être si  l'on se base sur les statuettes retrouvées, une femme au fessier, au ventre et aux cuisses très rebondis et ayant une poitrine énorme et lourde. Pour autant, en raison de la disponibilité de la nourriture au Paléolithique et des moyens de l'être humain à cette période de l'histoire, cela était certainement une morphologie difficile à atteindre pour la plupart des femmes.

#### Le Néolithique
Au cours du Néolithique, en se basant sur l'archéologie, on constate une évolution des morphologies de certaines statues : le haut du corps s'amincit, mais les hanches et un fessier très larges restaient un idéal.

### Dans l'Égypte antique
Si au cours de l'Égypte antique, les femmes et les hommes qui étaient sujets égyptiens étaient considérés comme égaux à bien des égards, ils se différenciaient en matière de beauté. Dans les années 1500 avant J-C, la peau de la femme désirable devait avoir un teint bronzé et doré tandis que son corps devait arrondi avec un ventre prononcé et des fesses rebondies et légèrement tombantes.
La grande épouse royale Ahmes-Nefertari faisait l'objet d'un culte de la personnalité et d'un culte divin : les statues la représentent comme une beauté africaine élancée, mince et musclée, aux jambes longues et aux fesses rebondies, aux seins menus et à la taille large. Ahmes-Nefertari était souvent vêtue d'une robe de lin laissant paraître ses formes par transparence.
Toutefois, la plus célèbre des beautés égyptiennes est la reine Nefertiti, dont le nom signifie « la parfaite est arrivée », dont la beauté canonique symbolisait aussi à la fois culte de la personnalité et culte divin. Comme le montre le fameux buste de Néfertiti, la représentation du visage dans l'art obéit à des règles précises. La peau est peinte en ocre jaune pour montrer que c'est la femme qui veille sur la maison (et donc à l'abri des rayons du soleil). L'œil, souvent exagérément ouvert, est souligné d'un trait de khôl qui intensifie le regard; le cou est allongé; les lèvres sont sensuelles et un ovale du visage est dynamique. Le visage est parfaitement symétrique, peu expressif, noble, dominateur, au regard intense, et représente la bienveillance, le pouvoir, la rigueur : une reine qui égale le roi en tout point de vue. Enfin, la femme idéale égyptienne est éternellement jeune. Toutefois, on constate que malgré l'évolution des canons esthétiques égyptiens au fil du temps, les proportions du corps posées dès la 1ère dynastie restent globalement conservés.

### Dans la Grèce antique

#### Lors de l'époque archaïque
Pendant la période archaïque (VIIe-VIe siècles avant J.C.), les statues s'attachent à un idéal de beauté, de piété, honneur ou sacrifice. Les femmes achéennes sont drapées dans des tuniques laissant voir la forme de leur corps aussi athlétique que celui des hommes.

#### LeIIIesiècleav. J.-C.
Vers 300 avant J-C, la femme grecque idéale était ronde, avec des hanches larges et de petits seins. Les femmes enduisaient parfois leur peau d’un maquillage à base de plomb blanc (qui est toxique). En ce qui concerne les traits du visage, un nez proéminent et de petites lèvres étaient les plus favorisées. Comme les blondes et les rousses étaient considérées comme particulièrement belles, les femmes se décoloraient parfois leurs cheveux avec du vinaigre (l'usage du vinaigre pouvait parfois causer une perte de cheveux). Toutefois, comme les Grecs avaient le culte du Corps : le corps se perfectionne et donc ne doit être ni trop mince ni trop gras (obésité).

#### Cas particulier des femmes spartiates
Le corps des femmes spartiates tend à se distinguer de cet idéal de beauté. En effet, les femmes spartiates étaient généralement plus grandes que les femmes des autres cités grecs, en meilleure forme physique, bronzées et, avec le temps, elles vieillissaient mieux et vivaient probablement plus longtemps que les autres femmes grecques. D'ailleurs, si les Athéniens étaient prêts à admettre que les femmes spartiates pouvaient avoir un joli visage, ils présumaient que ces dernières, parce qu’elles étaient connues pour faire de l’exercice, développaient des corps massifs et musclés si peu féminins qu’ils semblaient pouvoir « étrangler un taureau ». Les femmes spartiates bénéficient de plus de libertés et de responsabilités que les autres femmes grecques : par exemple, dès leur enfance, les femmes spartiates pratiquent régulièrement des activités physiques et sportives et sont encouragées à exprimer leurs opinions alors qu'au même moment, dans les autres cités grecques, les filles n’avaient pas la permission de mettre les pieds hors de chez elles; ne faisaient pas d'exercices; étaient contraintes à la sédentarité. Les femmes du reste de la Grèce étaient rabougries en raison d’un régime pauvre en protéines. L’impact sur l’apparence physique des autres femmes grecques aurait été que les femmes étaient nettement plus petites que leurs propres hommes et sans muscles développés sans pour autant être nécessairement minces.

### Sous l'Empire romain
La déesse de l'amour et de la beauté, Vénus, souvent représentée à moitié nue, ou sortant du bain, était le modèle pour toutes les femmes romaines. Les femmes de la Rome antique soignaient leur apparence physique avec d’autant plus d’attention qu’une croyance populaire associait la beauté physique aux qualités intérieures. L’extérieur était alors considéré comme le miroir d’un beau tempérament, de dons intellectuels et de qualités morales.
Comme les Romaines se devaient d’être en bonne santé pour avoir des enfants, elles veillaient aussi à garder la forme physique. Leur corps devait être sain avec de légers arrondis : elles pratiquaient une activité sportive sans excès pour maintenir leurs rondeurs; les petits ventres étant appréciés car la maigreur était synonyme de fragilité comme à la grosseur était signe d’un manque de maîtrise de soi.
Pour le poète Ovide, la femme doit tout simplement savoir user d'artifices et se prévaloir d'une démarche altière, afficher une assurance sans faille. Elle se doit aussi pour lui de présenter un corps soyeux au toucher, irréprochablement épilé. Pourtant, il convient de modérer les propos d'Ovide car de nombreux auteurs latins considéraient la recherche de la beauté physique comme un signe de décadence. Ils estimaient que se maquiller était une forme d'imposture car une femme qui se maquille aurait quelque chose à cacher. De plus, les vraies romaines restaient simples en évitant de trop se maquiller non seulement à cause de la cherté des maquillages mais aussi pour ne pas ressembler aux prostituées de l'époque.

### Le Moyen Âge
À l’époque du Moyen-Âge, le catholicisme romain va dicter les standards de beauté, qui sont ici très allégoriques. A l’image des représentations de la Vierge Marie, le visage de la femme doit être symbole de pureté donc à cette fin, le maquillage est proscrit et le teint doit être très pâle. La jeunesse est considérée comme synonyme de beauté. Les seins de la femme idéale sont petits et ses épaules sont larges. Elle doit avoir une taille très fine et des hanches étroites. Toutefois, le catholicisme introduit aussi une vision paradoxale du corps de la femme car d'un côté, les formes féminines font l’objet d’admiration et sont synonymes d’opulence, d’abondance et de richesse mais de l’autre côté, pour éviter de commettre le péché capital de la gourmandise, les corps trop charnus sont sévèrement réprimés.

### La Renaissance
Les canons de beauté de la Renaissance sont pulpeux. Sandro Botticelli illustre avec le célèbre tableau La naissance de Vénus de Botticelli, la représentation parfaite du corps féminin aux mensurations considérées idéales lors de la Renaissance à travers Vénus. Toutefois, la beauté se définit aussi à travers l’humilité, la modestie et la chasteté.

### La période classique
Au XVIIe siècle, les critères de beauté deviennent plus nuancés. A la différence du Moyen Âge, les femmes se maquillent pour sublimer le naturel. Les bras sont potelés et les hanches larges. La taille apparait toujours aussi fine mais le volume de la poitrine se voit renforcée par des corsets. Même s'il réduit la taille des femmes, le corset, en soulignant la poitrine et les fesses de la femme, fait suggérer qu'elle est fertile.

### LeXVIIIesiècle
Le siècle des Lumières veut se démarquer des excès du siècle précédent. Le naturel fait sa réapparition dans les canons de beauté. Les cheveux sont libérés et les vêtements ne coincent plus le corps des femmes. Le maquillage se fait toujours avec du rouge pour mettre les pommettes et les lèvres en valeur mais sans être ostentatoire. Une personne qui illustre à merveille cet état d’esprit est la reine Marie-Antoinette.

### LeXIXesiècle
Au XIXe siècle, la chevelure devient un critère essentiel et primordial de la beauté. La chevelure doit être abondante et lourde. Par ailleurs, les femmes montrent davantage les courbes de leur corps.

### Au début duXXesiècle
Gibson Girl incarne rapidement un nouvel idéal, qui perdure jusqu’au début du XXe siècle et qui est rapidement copié par les femmes américaines, alors qu'elle n'est qu'un dessin. La femme idéale est représentée grande avec des formes généreuses et une taille de guêpe.

### Dans les années 1910
L’idéal de beauté féminin est dans la continuité des années 1900, à savoir une grande fille mince à l’air innocent. Le corset évolue pour prendre une forme conique et la silhouette en « S » disparaît. Néanmoins, la Première Guerre mondiale vient cependant tout chambouler et la beauté est reléguée au placard pendant quelque temps.

### Dans les années 1920

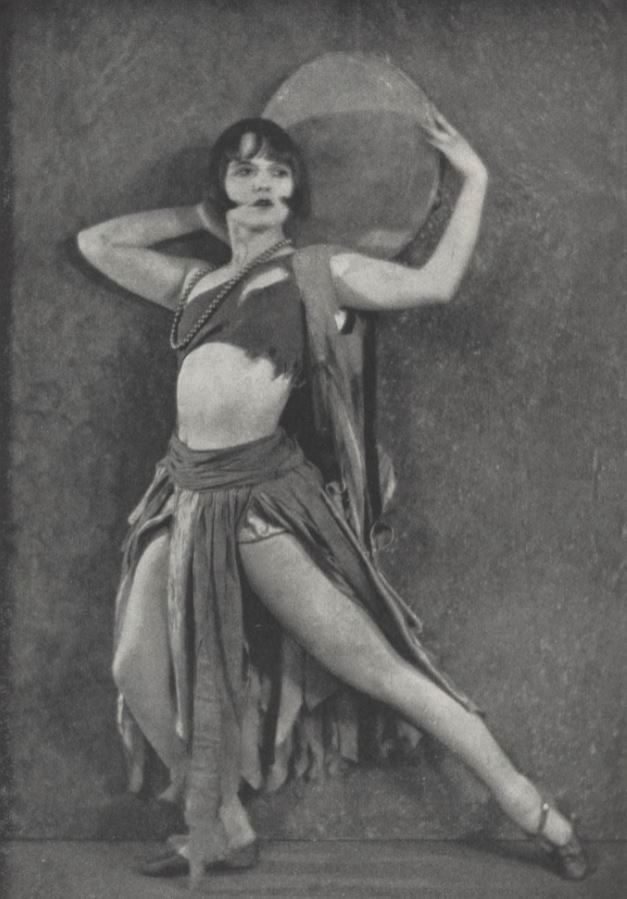
Louise Brooks va participer à populariser la mode "à la garçonne" et la flapper.

En 1920, la femme physiquement idéale a le corps mince et les cheveux coupés à la garçonne. Son look est androgyne, à tel point que les femmes peuvent aller jusqu'à utiliser un bandeau pour bien s'aplatir la poitrine. L'actrice américaine Louise Brooks est l'exemple type de la garçonne. Les femmes visaient à maintenir une silhouette élancée et portaient des robes amples et informes qui minimisaient et cachaient toutes les courbes naturelles. Dans un contexte où les femmes ne disposaient souvent pas du droit de vote dans les pays occidentaux, les plus radicales allaient jusqu'à mettre des pantalons. Le simple fait de couper courts leurs cheveux était considéré choquant et offensant pour les hommes et les femmes des générations précédentes. Toutefois, cette tendance ne sera que de courte durée avec la popularité croissante de l’industrie cinématographique.

### Dans les années 1930
Les années 1930 mettent en avant les rondeurs féminines : ainsi, les courbes généreuses du corps, la poitrine et les hanches, sont mises en avant mais aussi le visage, les sourcils et les yeux ronds. Le style garçonne dramatique de la décennie précédente est remplacé par un look plus naturel mais qui reste soigné.

### Pendant la Seconde Guerre mondiale

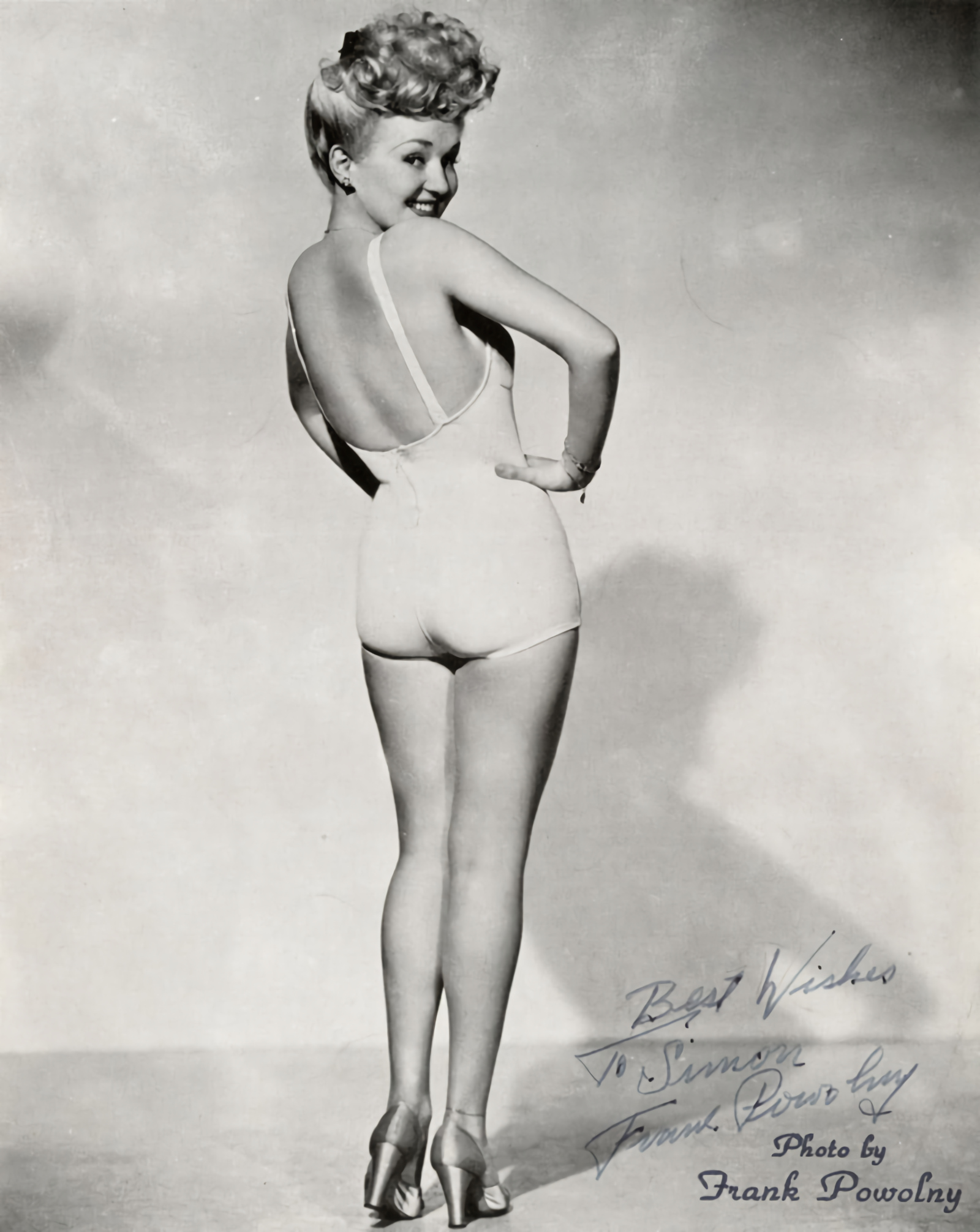
Betty Grable, une icône des années 1940 populaire auprès des soldats américains lors de la Seconde Guerre mondiale

Le retour de la guerre en 1939 pousse à une modification des canons de beauté car la guerre pousse les femmes à faire preuve de simplicité et de fonctionnalité. Si les corps bien en chair sont toujours populaires, la silhouette se voit plus cintrée. Quant à la chevelure, par manque de budget, les cheveux courts sont progressivement abandonnés au profit de cheveux longs ou mi-longs et les cheveux sont maintenant coiffés vers le haut pour libérer le visage. Les femmes des années 1940 vont faire preuve de créativité pour faire prendre aux cheveux des formes plus sculpturales. Le maquillage survit malgré le manque de ressources. La bouche est redessinée en cœur et les sourcils sont maintenus fins et légèrement arqués.

### Après 1945

La sulfureuse actrice Marilyn Monroe était considérée comme la "reine des courbes" dans les années 1950. Elle demeure une des incarnations du star-system américain et d'Hollywood.

Après la Seconde Guerre Mondiale, les critères de beauté sont chamboulés et se sexualisent. À Hollywood, l’industrie cinématographique confectionne un nouvel idéal féminin en la personne de Marilyn Monroe à la blondeur sensuelle, à la poitrine généreuse et aux lèvres pulpeuses. Les pin-ups envahissent les écrans. Les formes des corps des pin-ups et des stars féminines de cinéma incarnent à la fois l’abondance et une bonne santé. La femme au foyer séduit également par son élégance qui la distingue et cela autant que le charme désinvolte et sulfureux des jeunes stars de cinéma. Désormais, le teint pâle est délaissé au profit du bronzage toujours dans cette perspective de vie saine. Les cheveux se portent courts et bouclés avec goût. Le bikini et la mini-jupe révolutionnent la mode et les canons. Le «bullet bra» qui donne une forme conique aux seins fait son apparition aux cours des années 1950. À travers ces vêtements, la femme idéale à la beauté absolue est censée être dévoilée aux yeux de tous. 

### Dans les années 1960

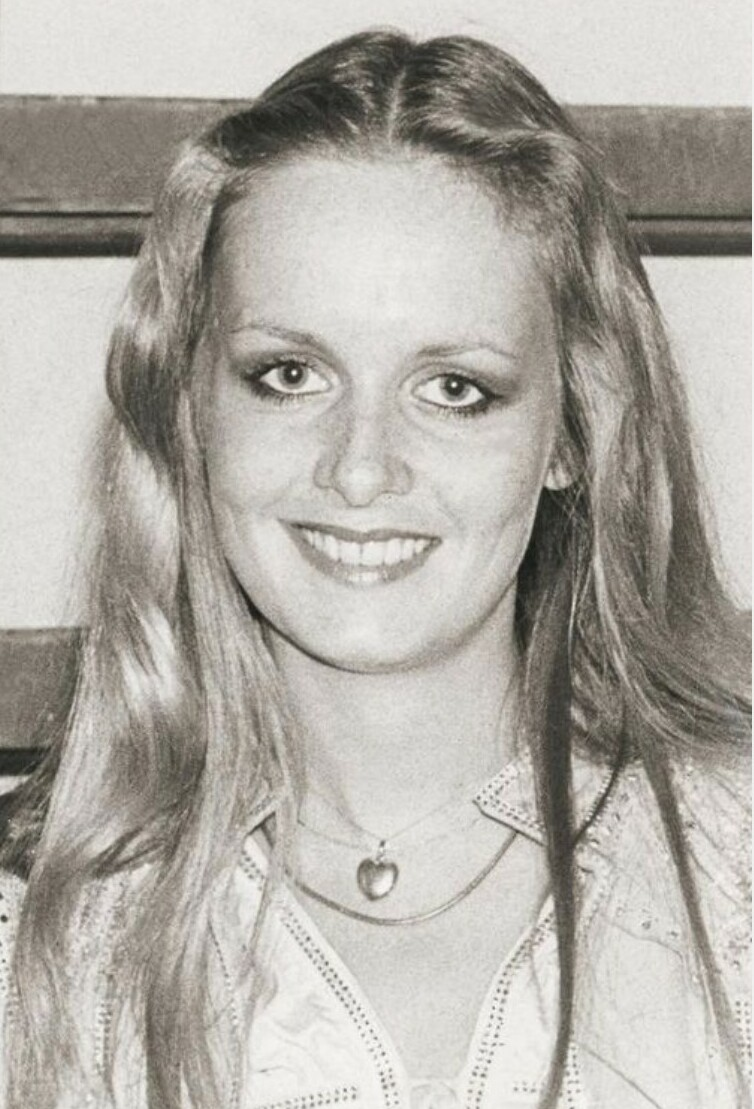
La minceur de la britannique Twiggy fut un idéal de beauté prédominant au cours des années 1960
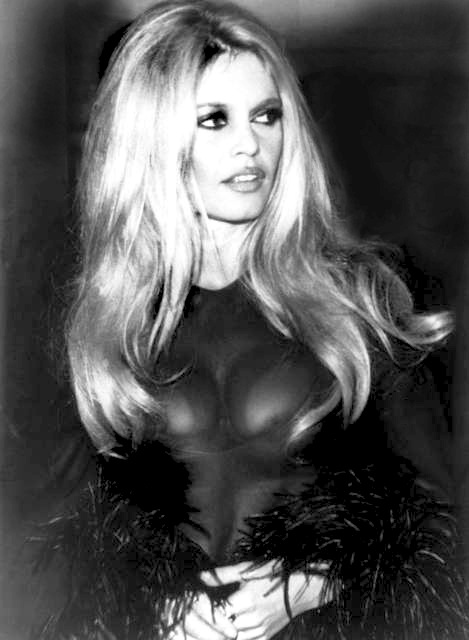
La française Brigitte Bardot, incarnant au cours des années 1960 une beauté sensuelle et naturelle

Au milieu des années 1960, le mannequin vedette Lesley Hornby (alias Twiggy) est devenue l’idéal de beauté féminin prédominant avec ses cheveux raides et son corps jeune, très mince et long. Au contraire des Marilyn Monroe de la décennie précédente, elle n’a presque pas de poitrine, ses cheveux sont courts et son allure garçonne. La maigreur de Twiggy fut considérée choquante à l’époque (Lesley a obtenu son surnom parce que les gens pensaient que ses membres n’étaient pas plus épais que des brindilles). La silhouette en H a émergé, est devenu populaire et décrit une nouvelle beauté qui défie tous les critères précédemment établis dans les décennies précédentes.
Parallèlement survient le look hippie, avec ses cheveux longs et droits, qui redonnait un peu ses droits à la femme sablier, comme en témoignent des actrices célèbres telles que Jane Fonda et Sophia Loren ou même Brigitte Bardot. Bardot incarnait une beauté plus sensuelle et naturelle, avec des caractéristiques telles que des cheveux longs et volumineux; une silhouette plus courbée que Twiggy; un style vestimentaire mettant en valeur ses formes et un maquillage naturel. Pourtant, Twiggy comme Bardot partageaient des points communs : leur maquillage typiquement sixties, leur œil charbonneux et leur bouche nude.

### Dans les années 1970

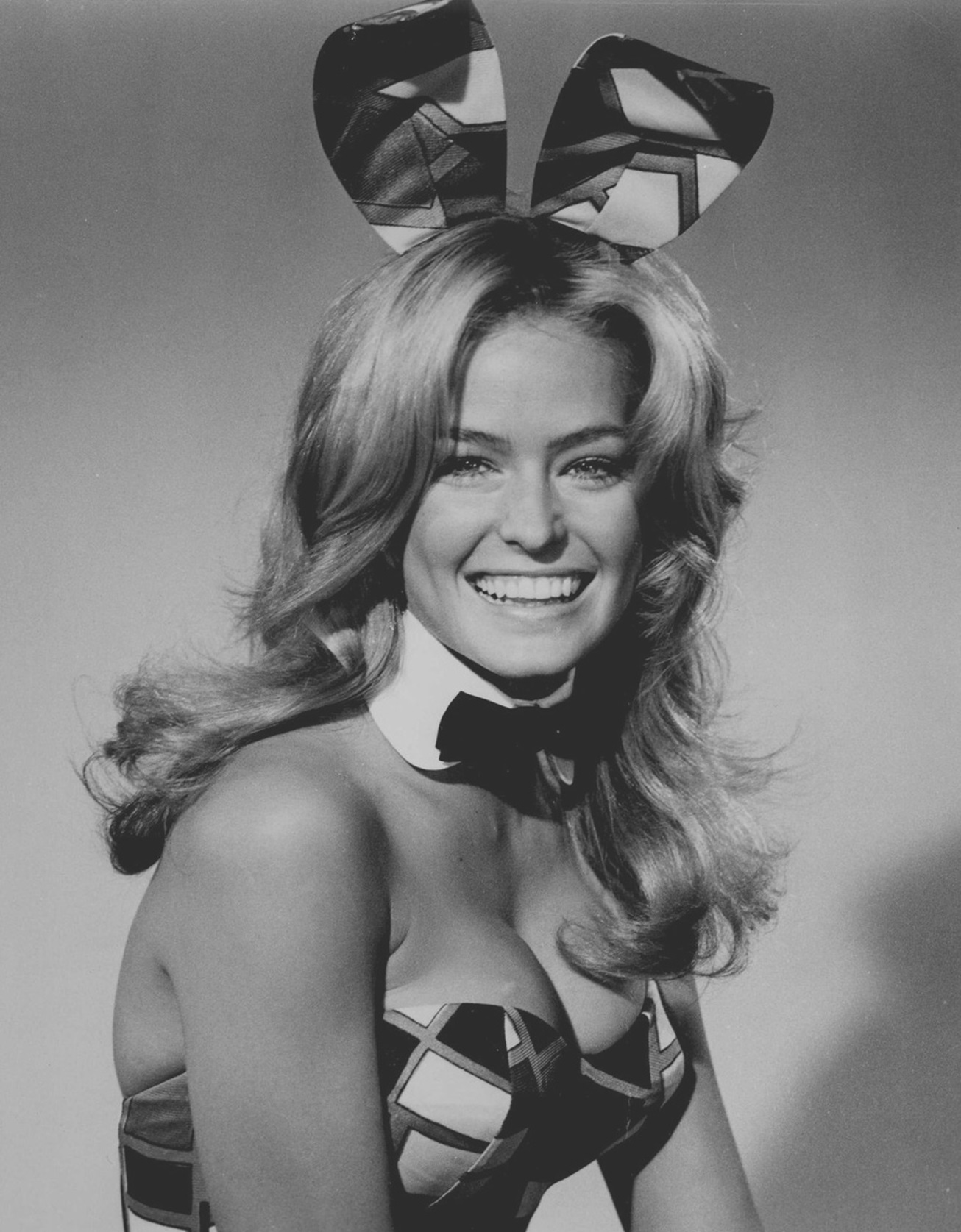
L'actrice Farrah Fawcett fut dans les années 1970 considéré comme un idéal de beauté.

La minceur resta une des caractéristiques de la beauté féminine dans les années 1970, mais les formes étaient aussi appréciées. Les femmes préféraient la beauté naturelle sans pour autant y sacrifier leur sex-appeal. Malgré cette course à la minceur, la femme parfaite des années 70 n’est pas décharnée, elle est mince et elle ressemble à l’actrice Farrah Fawcett. Les cheveux de Fawcett sont longs, son maquillage est « naturel » et son corps est long et musclé. Si au début des années 1970, le style hippie dominait avec des cheveux longs, des vêtements colorés et un maquillage minimaliste; vers la fin de la décennie, le style disco a pris le relais avec des coiffures volumineuses comme Fawcett et un maquillage plus prononcé.
En suivant les mouvements de la marche des fiertés noires et « Black is Beautiful » des années 1960, Beverly Johnson devient la première femme noire à faire la couverture du magazine Vogue tandis que Darnella Thomas est la vedette d’une publicité révolutionnaire pour le parfum « Charlie ». 

### Dans les années 1980

L'idéal de beauté féminin des années 1980 était toujours mince, mais tonique sans être trop musclé ; c'est ainsi que l'aérobic est devenu populaire. La décennie a également incarné la mode extravagante.

Les années 1980 marquent également le début d'une ère de remise en forme, grâce à une pionnière, l'actrice Jane Fonda. Jane Fonda popularise le fitness et fut le symbole du "hardbody" (corps mince et tonique sans être trop musclée) avec ses vidéos d’exercices d’aérobic vendues à des millions d’exemplaires. L'aérobic et le jogging décollent et, pour la première fois, les muscles sont acceptés et désirables chez les femmes. Dans les années 1980, les femmes ont commencé à adopter une apparence bronzée, grande, mince et légèrement athlétique. Le maquillage était également prononcé, avec des yeux charbonneux, des lèvres rouges et des coiffures volumineuses. Les hanches sont devenues nettement plus petites, bien que les gros seins soient restés un symbole de féminité. Les années 1980 marquent aussi l’apogée des mannequins Playboy ; on dit qu’au moins 60% d’entre elles pèsent 15% de moins qu’une femme «normale» de taille identique.
Les mannequins comme Elle MacPherson, Naomi Campbell et Linda Evangelista incarnaient cet idéal de beauté. MacPherson reçoit d'ailleurs le surnom de The Body » en raison de ses mensurations qui étaient considérées comme parfaites (90-61-89) et de sa silhouette athlétique, qui ont capté l'industrie de la mode dans les années 1980. Bo Derek incarne l’idéal de femme longue, féminine, séduisante et musclée à la fois des années 1980.

### Dans les années 1990
Pour contrebalancer toutes les femmes hâlées, saines et musclées des années 80, apparait au début des années 1990 l'« héroïne chic », incarnée à la perfection par la mannequin Kate Moss. Mesurant 5 pieds et 7 pouces, Moss est indéniablement petite pour un mannequin et mince, même selon les normes de l’industrie.
Peau pâle, structure osseuse angulaire, membres très fins, l’idéal se concentre désormais sur la minceur et l’apparence squelettique des corps. Au fil des années, cet idéal devient encore plus exagéré. Sous le modèle de Pamela Anderson, les femmes doivent à la fois être terriblement minces tout en arborant une poitrine immense.
Toutefois, au cours de cette période, les coiffures se sont grandement simplifiées : peu importe que les cheveux soient courts ou longs, coiffés ou détachés; l'essentiel était d’avoir une coupe bien faite et un mouvement naturel dans la chevelure. La mode fut de plus en plus individualiste : chacun son visage, chacun son style.

### Dans les années 2000
Selon Vogue, le top model Giselle Bundchen a fait renaître le côté sexy et a mis fin à l'ère de l'héroïne chic. La pâleur laisse place à une peau bronzée aux ultraviolets  ou des produits autobronzants; le corps reste mince mais doit être aussi tonique, la chevelure est longue et méchée. Les yeux sont joliment soulignés et les lèvres bien brillantes. Les actrices hollywoodiennes suivent son exemple, embauchant une petite armée d’entraîneurs personnels et enfilant quelques couches de bronzage en spray pendant la saison des récompenses. Les mannequins de Victoria’s Secret des années 2000 incarnent cet idéal.

### De nos jours

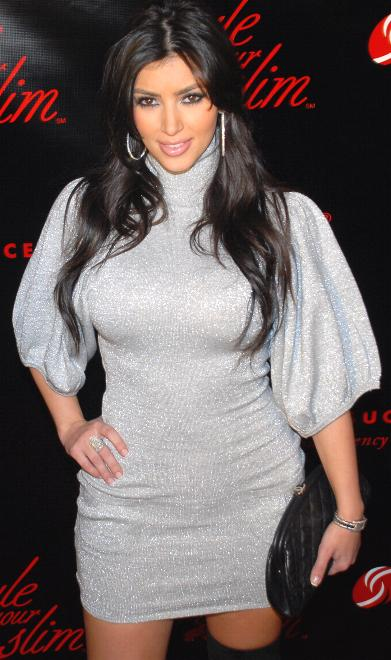
La femme d'affaires Kim Kardashian a popularisé le corps slim thick vers la fin des années 2000

L’idéal féminin de beauté depuis la fin des années 2000 est le corps slim thick (« mince épais »), qui fut popularisé par l’influenceuse Kim Kardashian. Le corps slim thick combine minceur et formes rebondies : il se compose d'un décolleté voluptueux, des fesses ultrarebondies et une taille de guêpe, des cuisses musclées et toniques pour un ventre archiplat. D'abord ridiculisées par les médias, les courbes de plus en plus prononcées de Kim Kardashian furent rapidement encensées. Les psychologues Sarah McComb et Jennifer Mills, de l’université York à Toronto considèrent que le slim thick body est l’un des looks les plus marquants de notre époque. Cette transformation est en partie alimentée par les plateformes de médias sociaux, alors qu'en parallèle la diversité des formes corporelles est pourtant célébrée. L’émergence du type de corps slim thick en tant qu’esthétique ambitieuse marque un changement culturel important. En effet, depuis le début des années 2010, l’attention se concentre sur le derrière rebondi, un critère de beauté que les communautés noires et latinos possèdent depuis longtemps, mais qui était auparavant rejeté par la culture occidentale. Pour acquérir ce derrière, les femmes vont avoir tendance à user de chirurgie esthétique, notamment le Brazilian Butt Lift (communément appelée «BBL»), qui consiste à prélever de la graisse au niveau de la taille (ou ailleurs) et à la réinjecter dans les fesses.
Cet idéal féminin de beauté reste toutefois concurrencé par les standards régionaux de beauté féminin.

## Variations régionales et culturelles contemporaines

### En France
Selon Wandering Pioneer, les normes de beauté en France semblent concerner le style d'une personne plutôt que la forme de son corps. Cette spécificité irait même plus loin car les Françaises accorderaient « plus de valeur à la personnalité qu’au physique », ce concept étant même qualifié de « jolie laide »,, une expression désignant une personne considérée comme belle et attirante mais dont la beauté est inhabituelle, originale et/ou en dehors des conventions.
Selon certains dermatologues, paraître jeune n'est pas un critère de beauté. Les femmes veulent plutôt avoir l'air tonique et leur peau ferme et vieillir avec grâce.
En outre, l'approche française de la beauté consiste à mettre en valeur les caractéristiques naturelles plutôt qu'à obtenir une apparence spécifique. La beauté française se distingue par la célébration des imperfections et des traits uniques (tâches de rousseur, diastème,..) pour mettre en avant la singularité des femmes. À ces fins, les femmes françaises vont donc privilégier un maquillage minimaliste qui met en valeur leurs traits sans les masquer. Les normes de beauté françaises seraient ainsi beaucoup plus abstraites par rapport à plusieurs autres normes de beauté à travers le monde.
Pour autant, dans l'ensemble, il y a en France, une tendance pour une plus grande admiration pour les corps féminins longilignes.

### En Espagne
Selon Julie Mastrine, les femmes espagnoles considérées comme physiquement attrayantes ont des cheveux longs, épais et bruns, ainsi qu'un maquillage naturel et subtil qui met en valeur leurs yeux sombres et sensuels. Comme les femmes espagnoles se concentrent sur le fait d'être élégantes et classes, elles usent de leurs cheveux bruns naturels, que le climat méditéranéen va accentuer, pour projeter des ombres contrastantes sur leur teint olive. Les cheveux bruns naturels et le teint olive donnent une impression de durabilité à la beauté naturelle selon les Espagnoles. La mise en valeur des yeux et leur expressivité donneraient du dynamisme à leur beauté.
L'idéal de beauté espagnol accorde également beaucoup d'importance à la vitalité et la santé, qui sont reflétées par le fait que la plupart des espagnoles visent un physique tonique et prennent très souvent soin de leurs cheveux.
Julie Mastrine explique que les critères de beauté en Espagne restent assez similaires à ceux du reste de l'Europe : les femmes sont considérées comme belles lorsqu'elles sont minces, ont le teint clair et sont bien habillées. Il est à noter toutefois qu'en Espagne, la beauté ne se limite pas aux seuls attributs physiques ; l'affirmation de son identité et la confiance en soi comptent également comme des critères de beauté féminine.

### En Russie
Le peuple russe est le résultat d'un brassage multiethnique; il y a donc des divergences qui subsistent concernant les normes de beauté. En effet, les femmes du nord-ouest de la Russie ont probablement des traits d'Europe de l'Est et du Nord, les femmes du sud de la Russie auront probablement des traits plus foncés comme les femmes d'Europe du Sud et d'Asie centrale, et les femmes du centre et de l'est de la Russie auront probablement des traits plus asiatiques.
Toutefois, malgré la divergence sur les normes de beauté, il y a des critères de beauté communs à toutes les Russes qui demeurent.
Tout au long de l’histoire de la Russie, pour être considérer comme vraiment belle, une femme russe devait respecter cinq normes : avoir une corpulence saine, être capable de faire preuve d'humilité et de religiosité; disposer d'un doux visage et d'un corps propre; se maquiller quotidiemment et bien coiffer ses cheveux (pour la jeune fille, avoir une tresse).
De nos jours, les traits physiques de la femme russe physiquement attrayante sont d'avoir des pommettes hautes et saillantes; une peau et des cheveux clairs; une grande taille; des lèvres charnues et de grands yeux. Ces traits physiques sont influencés par les racines slaves de la Russie.
Les pommettes hautes et saillantes servent à conférer au visage de la femme un aspect élégant et sculpté. Ainsi, des mannequins comme Irina Shayk ont des pommettes bien marquées. Si de nombreuses femmes russes ont une peau pâle et des cheveux blonds ou châtain clair, c'est parce que certaines considèrent que ces colorations sont féminines et délicates. La tendance des filles russes à être plutôt grandes avec de longues jambes est accentuée par leur corps souvent mince.
L’une des raisons pour lesquelles les Russes exigent de leurs femmes des critères de beauté aussi élevés est qu’ils exigent un niveau de beauté élevé dans presque tous les aspects de la culture russe.
Ipsos a effectué une enquête sur les perceptions de la beauté à travers le monde en 2019, qui a montré qu'en Russie, le bonheur était considéré comme le principal attribut de la beauté féminine par 90 % des femmes et environ les trois quarts des hommes.

### Aux États-Unis
Selon Wandering Pioneer, les standards de beauté américains sont « parmi les plus irréalistes et inatteignables au monde ». D'après le site, il y a en effet un décalage entre l’idéal de beauté de la femme américaine véhiculé dans les médias, représentée « grande, mince, élancée, à la poitrine généreuse, cheveux flottants et au corps athlétique » et la réalité qui veut que chaque photo soit retouchée.
Le « corps parfait » présenté par les médias et la publicité semble inaccessible pour la plupart des gens, après consultation des statistiques de la chirurgie plastique aux États-Unis qui montrent 15,1 millions de procédures en 2013. Le nombre de femmes qui passent sous le bistouri pour une augmentation mammaire et des fesses, de nombreuses patientes citant les selfies comme raison de la chirurgie plastique, continue d'augmenter alors que la pression culturelle insiste pour avoir un corps galbé mais tonique.
Plusieurs femmes américaines seraient obsédés par l'objectif d'atteindre à tout prix la perfection physique, elles ne cherchent pas à améliorer leurs caractéristiques physiques mais à les perfectionner.

### Au Brésil
Selon Wandering Pioneer, au Brésil, pendant longtemps, la femme brésilienne idéale avait les courbes généreuses « semblables aux contours d’une guitare plutôt qu’à ceux d’un sablier ». Dans les faits, cela signifie que les fortes poitrines ne préoccupaient guère les Brésiliens, qui mettaient l'accent sur la partie inférieure du corps plutôt que sur la partie supérieure. En revanche, plus les fesses et les hanches étaient « épaisses », plus la brésilienne était considérée comme désirable. Les femmes n'étaient donc certainement pas encouragées à être minces,.
Cependant, ces dernières années, ces critères se sont toutefois estompés, les standards de beauté nord-américains ont commencé à se répandre au Brésil et à les remplacer progressivement,. Selon l'agence de voyages bynativ, « le mythe de la Brésilienne, magnifiquement bronzée à la chevelure sauvage, se prélassant en petite tenue sur les plages de Rio de Janeiro n’est finalement pas si loin de la réalité ». Comme au Brésil, on y vit dehors toute l’année, avoir un beau corps est un critère de beauté primordial pour les Brésiliens. bynativ explique qu'il existe une expression toute faite pour qualifier un corps parfait selon les Brésiliens : « corpo de violão » (en français : « corps de guitare »).
Mais cette image du corps idéal et la volonté des femmes brésiliennes de ressembler à tout prix aux filles qu’elles voient dans les médias internationaux poussent des brésiliennes à se tourner vers la chirurgie esthétique : les augmentations mammaires et les cas d’anorexie sont en augmentation dans le pays, faisant ainsi du Brésil l’une des « plaques-tournantes » de cette pratique,,.
Selon bynativ, les Brésiliennes prêtent également un soin infini à leurs cheveux qu’elles enduisent d’huile pour qu’ils soient toujours plus longs et plus soyeux mais en revanche, elles s'opposent contre toute autre pilosité. D'après bynativ, le fait d'être en maillot de bain une grande partie de l’année fait qu'il est inconcevable pour elles qu’un moindre poil ne dépasse.

### Au Japon
L'idéal de beauté féminin nippon est une taille menue et svelte, des traits du visage fins, des petites parties anatomiques du visage hormis les yeux qui sont appréciés grands. Pour coller aux canons du Japon, selon bynativ, il suffit que les Japonaises suivent une règle très simple : paraître les plus enfantines possible.
En effet, au Japon, une femme est jugée plus séduisante lorsqu’elle a des grands yeux. Certaines femmes n’hésitent d’ailleurs pas à faire appel à la chirurgie esthétique pour se faire débrider les yeux.
Dans la culture japonaise, l’attrait de la femme s’apprécie également sur la base de la couleur de la peau et les jeunes filles à la peau blanche et pâle sont admirées : la blancheur étant une présomption d’innocence.
De plus, dans la culture japonaise, les canines de travers appelées Yaeba sont considérées comme donnant un air enfantin. Certains vont trouver cela attachant, d’autres érotique, les Japonais étant plus tolérants avec des fantasmes qui seraient jugés tordus ou malsains en Europe ou dans les Amériques. Les yaebas sont très recherchés par les jeunes Japonaises.

### En Corée du Sud
En Corée du Sud, selon Wandering Pioneer, le modèle esthétique à suivre est celui d’une femme «très mince, aux longues jambes, avec de grands yeux, au nez retroussé et à la peau pâle». Ces caractéristiques qui sont typiquement occidentales ont fait de ce pays asiatique l’une des places fortes de la chirurgie esthétique mondiale.
Sur la totalité des femmes âgées de 19 à 49 ans, en 2015, près d’une sur cinq a subi une intervention de chirurgie esthétique pour ressembler à cet idéal. Les efforts des femmes sud-coréennes pour adopter de tels traits ont donné naissance à une industrie florissante de chirurgie esthétique et à un quartier entier de Séoul rempli de centres de chirurgie esthétique, connu sous le nom de « beauty belt » (ceinture de beauté). La pression sur les femmes sud-coréennes à adopter cette apparence occidentalisée est si forte que la chirurgie esthétique n’est dans ce cadre même pas considérée comme une chirurgie.
En raison de la popularisation des idoles coréennes, l'esthétique de la beauté en Corée du Sud a subi des changements drastiques, où les femmes associent la beauté à la réussite professionnelle. Sur les lieux de travail, les femmes sont censées être physiquement attirantes, devant disposer autant des compétences professionnelles que de la beauté physique : les photos sur le CV sont obligatoires pour postuler dans certaines entreprises et l'apparence des candidates est souvent scrutée par les recruteurs. Les chercheurs ont également établi un lien avec l'hyper-compétitivité de la nation sud-coréenne, pour expliquer les raisons qui poussent les femmes à suivre cet idéal :  la croyance de pouvoir obtenir davantage grâce à une beauté supérieure, même si leurs revenus sont modestes, et en l’occurrence, à la possibilité d'obtenir un conjoint et un emploi plus facilement et d'obtenir des revenus plus élevés.
Cet idéal de beauté est accompagné d'un effet de halo : une femme sud-coréenne qui est considérée comme belle mais qui est en plus considérée pour son intelligence (notamment au regard de ses études) par la société sud-coréenne sera propulsée au sommet du niveau de beauté.

### En République Populaire de Chine
Le teint pâle est considérée comme un véritable standard de beauté pour les femmes chinoises. Cela est dû au fait que la couleur de la peau est associée depuis la Chine antique à la classe sociale à laquelle une personne appartient. En effet, avoir une peau foncée signifiait que la personne travaillait dans les champs et qu’elle était pauvre. Comme les filles chinoises ne veulent pas paraître pauvres alors elles sont encore de nos jours prêtes à tout pour garder leur peau aussi blanche que la neige. Il faut noter que cette dépendance à un visage pâle va bien au-delà du simple fait d’éviter la lumière du soleil, les femmes chinoises allant jusqu'à utiliser toutes sortes de crèmes pour le visage contenant des agents blanchissants.

### En Inde

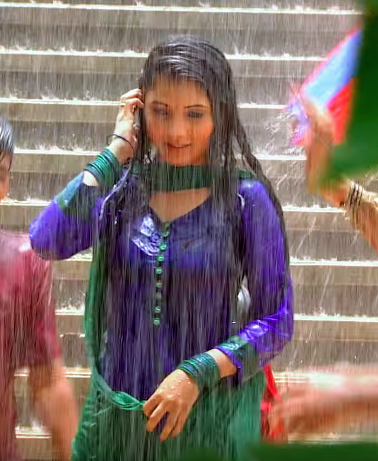
Jeune femme indienne en 2019

Traditionnellement, la femme indienne idéale a une taille étroite, les hanches larges, une poitrine généreuse, de grands yeux, de longs cheveux noirs et un teint moyennement foncé. Cependant, cet idéal évolue sensiblement en Inde vers une norme de beauté plus internationale fortement influencée par les médias occidentaux,.
Le modèle de beauté qui est considéré comme à suivre en Inde est celui de l’actrice et ancien mannequin Aishwarya Rai qui est considérée aujourd’hui en Inde comme l'une des plus belles femmes du pays. Selon Wandering Pioneer, en dépit d'être un modèle de beauté pour les femmes indiennes, elle est toutefois une exception à la norme en Inde car elle a la peau claire et les yeux verts,.
Pour lui ressembler, de plus en plus d’Indiennes n’hésitent d’ailleurs pas à utiliser des produits pour blanchir la peau quitte à mettre leur santé en danger. Le phénomène est si grand que les ventes de ces produits dépassent maintenant celles de Coca-Cola. Une expression populaire est même née pour désigner la pratique : le « syndrome Blanche-Neige ». Les Indiennes se sont également mises à fréquenter davantage les salles de sport, dans l'espoir d'obtenir un corps plus mince et en forme de sablier, qui tend à devenir la norme de beauté mondialisée.
La mentalité orthodoxe prévaut encore dans certaines parties du pays et est soutenue par de vieilles mentalités qui suggèrent encore à leurs enfants de se frotter au curcuma, au Multani mitti et à d'autres substances faites maison pour éclaircir la peau.
Selon Susy Alexandre de Slice, le désir des Indiennes de se conformer aux normes de beauté occidentales est un produit de la colonisation.

### En Indonésie
La recherche  d'une norme de beauté commune à toutes les femmes indonésiennes sera toujours infructueuse car il existe en Indonésie des milliers de groupes ethniques dans l’archipel qui produisent des couleurs de peau, des types de cheveux et des traits du visage très divers. Bien que les idéaux de beauté soient variés dans un pays multiculturel comme l'Indonésie, certains traits soient unanimement perçus dans le pays comme attirants. Par exemple, la culture agraire, qui est tout de même constitutive de la majeure partie de l'Indonésie, assimile la beauté à la fertilité.
Depuis la chute de l'« Ordre nouveau » avec la démission de Soeherto en 1998; chute qui s'est accompagnée de la fin de la discrimination contre les Indonésiens d'origine chinoise, les célébrités d'origine asiatique ont pu émerger et ont pu coexister avec les célébrités eurasiennes. Mais c'est surtout l'essor de la K-Pop et de la K-Beauty dans les années 2010, qui va influencer les Indonésiennes vers des traits comme le teint blanc laiteux et les dents blanches impeccables.
Toutefois, malgré l'influence de la Corée du Sud sur la beauté, le docteur Olivia Aldisa, femme médecin esthétique à Jakarta, a expliqué qu'un fil conducteur peut être établi pour déterminer plusieurs caractéristiques de la beauté des femmes indonésiennes. Ces caractéristiques sont selon elle la peau propre et saine; une forme de visage ovale/cœur avec des proportions adéquates; les proportions du nez et des lèvres strictement adaptées à la zone du visage; des yeux lumineux et ouverts; une absence de cernes et de poches sous les yeux; un contour lisse; un triangle de jeunesse avec une forme de visage comme un triangle inversé ou des joues plus hautes que la mâchoire; et des sourcils façonnées selon sa personnalité. Aldisa explique que peu importe l'origine tribale de la femme, celles qui possèdent les caractéristiques qu'elle a citées seront belles et attirantes.
Depuis le début de l'année 2024, malgré son influence, la peau blanche n'est plus considérée par la majorité des Indonésiennes comme une norme de beauté en Indonésie.

### En Côte d'Ivoire
Selon les critères ivoiriens, une “femme parfaite” a des formes voluptueuses. Les femmes qui ont des rondeurs sont considérées comme prospères, saines et sexy en Côte d'Ivoire. Une belle femme en Côte d'Ivoire est appelée en baoulé (un dialecte ivoirien) Awoulaba, c'est-à-dire en français Reine de la beauté. Dans la culture populaire ivoirienne, les awoulabas sont de belles femmes ayant une jolie peau, un visage aux traits harmonieux, une forte poitrine, des hanches larges et surtout de grosses fesses. Le cou strié est aussi un signe de beauté en Côte d’Ivoire,.
D'ailleurs, un concours de beauté, Miss Awoulaba, a été organisé en Côte d'Ivoire, pour mettre en avant l'idéal de beauté ivoirien et pour se distinguer du concours Miss Côte d'Ivoire, qui lui suit les standards mondialisés de la beauté occidentale. Djénéba Dosso, présidente de l'association "Rondement belle", admet que les rondeurs ne sont pas qu'une question d'esthétique mais regrette que les femmes ivoiriennes ne pratiquent pas d'activité sportive et s'alimentent mal,.

### En Mauritanie
Wandering Pioneer explique que la Mauritanie a la particularité d’avoir des normes de beauté féminines uniques au monde. En effet, en Mauritanie, l’obésité est considéré comme un signe de richesse et certaines femmes vont jusqu’à « prendre des médicaments destinés à engraisser les bovins afin d’augmenter leurs chances de mariage »,. Cette pratique est appelée leblouh, un gavage des femmes coutumier en Mauritanie.
Les femmes mauritaniennes restent fidèles à suivre les canons de beauté féminine tels qu’ils étaient proclamés par les poètes préislamiques comme ʿAmr ibn Kult̠hūm dans sa fameuse ode aux femmes bien en chair, aux fesses tellement énormes qu’elles pouvaient à peine se lever ou travailler, si opulentes qu’elles ne passaient pas la porte.
Selon Aminetou Mint Moctar, présidente de l'Association des Femmes Chefs de Familles, explique que la pratique du gavage a entraîné des décès et peut causer aux femmes de l'hypertension artérielle, des maladies cardiovasculaires, des malformations osseuses, voire pour certaines de l'hirsutisme au visage.

## Raison d'être des idéaux de beauté féminins
Au premier abord, il semble que les idéaux de beauté des différentes époques et cultures soient infiniment changeants et surtout soumis à des modes de vie différents. Par exemple, la masse corporelle considérée comme idéale dans chaque cas varie considérablement en fonction des cercles culturels et des époques. La recherche sur l'attractivité, quant à elle, souligne que malgré toute la variabilité culturelle, les idéaux de beauté respectifs ont également des points communs. D'après leurs conclusions, la beauté humaine repose au moins en partie sur des facteurs définissables qui font l'objet d'un consensus relatif entre les individus et les cultures et qui sont ancrés dans la biologie - comme l'aspect impeccable de la peau. En conséquence, les idéaux de beauté contiennent un "noyau dur" supra-individuel et supra-culturel - ce qui pourrait expliquer le fait que certaines icônes de beauté des siècles et millénaires passés, comme la Vénus de Milo ou la Madone Sixtine de Raphaël, sont également perçues comme belles par les gens d'aujourd'hui. Certains scientifiques considèrent donc que le concept de beauté en tant que construction culturelle est un mythe.
L'un des facteurs qui affecteraient l’idée d’un corps parfait serait la faim. Une étude portant sur 61 étudiants universitaires de sexe masculin a révélé que ceux qui avaient faim étaient attirés par des femmes plus lourdes que ceux qui étaient rassasiés. Les hommes affamés accordaient également beaucoup moins d'attention à la forme du corps d'une femme et considéraient les silhouettes moins galbées comme plus attirantes.
Dans l’Antiquité, les hanches larges, les ventres proéminents et les fortes poitrines étaient associés à la sensualité et aux femmes fertiles. À cette époque, les gens ne mangeaient pas suffisamment, donc les femmes qui avaient quelques kilos en trop avaient plus de chances de donner naissance à un enfant viable et d’être capables de le nourrir. Ce sont les raisons pour lesquels que les hommes les trouvaient plus attirantes.
Toutefois, par définition, selon l'enseignante-chercheuse en psychologie Joan C. Chrisler, un idéal de beauté ne peut être atteint que par une minorité de femmes, sa valeur dépend de son caractère spécial et inhabituel ; dès qu'un nombre trop important de femmes se sont approchés de cet idéal, celui-ci doit alors impérativement changer pour conserver sa fonction d'incarner une perfection extraordinaire.

## Remises en cause
Actuellement, les normes de beauté sont de plus en plus remises en question et sont jugées artificielles.
Dans sa série de photos intitulée Impressions, le photographe californien Justin Alexander Bartels a dénoncé la pression des idéaux de beauté féminin sur le corps des femmes, nombreuses sont les femmes qui privilégient des vêtements serrés, inconfortables et inadaptés à leurs corps, ceux qui leur causent des marques sur le corps.
Noémie Renard critique les idéaux de beauté féminins, qui contrairement aux idéaux de beauté masculins qui valorisent la force (muscles, grande taille…), affaiblissent selon elle la femme. Elle explique que de manière générale, les normes de beauté poussent beaucoup de femmes à se trouver laides, ce qui réduit considérablement leur confiance en elles et les expose à divers troubles mentaux : dépression, anxiété ou encore troubles du comportement alimentaire, qui sont tous les trois parfois mortels. Elle conclut sur le fait que ces normes de beauté sont chronophages et énergivores pour les femmes et que ces dernières doivent se libérer de cette « dictature ».
Selon un sondage réalisé par Birchbox, plus de 93 % des femmes espagnoles pensent que la société impose un idéal de beauté pour les femmes. Parmi lesquelles, un grand pourcentage pense qu'ils sont également influencés par les réseaux sociaux. Dans la même sondage, quand elles sont interrogée sur l'estime de soi (amour propre), la moitié a affirmé qu'elles ont très confiance en elle tandis que l'autre moitié admettait qu'elles ne se sentent belles que parfois.
D'ailleurs, par rapport aux réseaux sociaux, il y a un constat que sur Instagram, les filtres sont de plus en plus utilisés parce que les femmes se voient plus jolies. La raison c'est que beaucoup d'entre eux ont des arrangements cosmétiques ou du maquillage. Sara Villoria, psychologue et créatrice de Psychology Riot, explique que les filtres en eux-mêmes ne sont pas un problème et pointe directement vers les masques créés pour modifier notre apparence physique et nous donner une image plus canonique : « les filtres créés pour modifier notre visage et notre apparence physique, adhérant à toutes ces caractéristiques qui composent ce qui a été socialement construit comme beau (mais aussi comme valide et adéquat) ».
En 2020 et en 2022, les psychologues Sarah McComb et Jennifer Mills ont effectué des tests sur les étudiantes pour juger de l'influence du réseau social Instagram et des critères de beauté sur elles, reposant sur trois idéaux de beauté populaires (l’idéal classique de minceur, le corps athlétique et musclé et le slim thick body) ; les participantes confrontées à l'idéal corporel qu'est le corps slim thick ont obtenu des résultats nettement moins bons dans les tests de confiance en soi et de satisfaction corporelle que celles ayant vu des corps minces ou athlétiques. Sur constat de leurs résultats, les deux chercheuses supposent que la forte désirabilité associée à l’inaccessibilité du corps slim thick a davantage pesé sur le moral des femmes,. La combinaison de traits contradictoires dans les idéaux de beauté, tels que le corps féminin très mince avec de gros seins ou le corps féminin qui doit être à la fois athlétique et musclé tout en restant gracieux et délicat en même temps, met la pression sur les femmes pour réaliser l’impossible et a abouti à un grand nombre de femmes américaines avec une image corporelle négative. Or, le modèle socioculturel de l’insatisfaction corporelle fait qu’une exposition fréquente à l’imagerie de minceur entraîne l’intériorisation de l’idéal de minceur comme norme de beauté mais aussi une comparaison sociale accrue, qui contribuent toutes deux à une plus grande insatisfaction corporelle.
De plus, plusieurs chercheurs spécialisés en psychologie féminine de trois universités américaines (le Macalester College, l'Université du Michigan et l'Université de Virginie) ont collaboré lors d'une étude sur l'influence des normes de beauté hégémoniques sur les femmes afro-américaines et ont constaté que l'intériorisation des normes de beauté hégémoniques (qui sont eurocentrées et concentrées sur la minceur aux États-Unis) par les femmes noires avait un impact négatif sur leur bien-être intime (diminution des émotions positives lors de l'acte sexuel ; difficulté pour identifier, communiquer et satisfaire ses besoins sexuels ; manque d'affirmation de soi lors de l'acte sexuel ; augmentation d’expériences de culpabilité et de honte sexuelles ; augmentation de distanciation émotionnelle pendant les rapports sexuels et absence de conscience de soi sexuelle pendant les interactions sexuelles). Ils expliquent que cela est lié au fait que les femmes afro-américaines soient soumises à deux idéaux de beauté : l'idéal de beauté hégémonique des États-Unis et l'idéal de beauté propre à la communauté afro-américaine.
Selon la journaliste Anne-Claire Duval, le fait que la scène médiatique dans les pays qui étaient d'anciennes colonies ne reflète pas la diversité de leur pays envoie un message très violent aux femmes et aux jeunes générations.
Les activistes de la body positivity et à leur suite de plus en plus de célébrités et d’influenceurs des réseaux sociaux se sont mis à prôner et promouvoir la beauté naturelle des corps.
Pour corriger l'influence négative des idéaux féminins de beauté sur les filles, les chercheuses en psychologie Sharlene Hesse-Biber, Patricia Leavy, Courtney E. Quinn et Julia Zoino propose une refonte de la féminité, à travers deux moyens d'action : l'éducation aux médias et le militantisme à des fins sociales, qui doivent être tous deux liés à une éducation à l'autonomisation. Toutefois, elles expliquent que rebâtir la féminité implique l'intégration d'une discussion franche sur la manière dont le genre ne peut pas être si facilement séparé des autres dimensions du statut socio-économique des femmes et des hommes de races, de classes, d’ethnies et d’orientations sexuelles différentes. Elles prennent en exemple le fait que certaines femmes ne voudront pas renoncer aux avantages sociaux et économiques durement gagnés en suivant le message sociétal de l’ultra-minceur car elles estiment être les « gagnantes » de ce système et donc se montreront réticentes à envisager un système différent de celui existant.